# God Save the King (Robert Fripp)
God Save the King è una compilation di Robert Fripp e The League of Gentlemen, pubblicata nel 1985.

## Descrizione
Il disco contiene in tutto nove tracce. Le prime due – che compongono il lato A – in origine costituivano, invertite nella sequenza, l'album Under Heavy Manners ossia metà del disco God Save the Queen/Under Heavy Manners, (1980); la traccia God Save the King in particolare è il brano The Zero of the Signified con un assolo di chitarra sovrainciso nel 1983.
Le sette tracce sul lato B provengono dall'album The League of Gentlemen – uscito nel 1981 e mai più ristampato – del quale, secondo le note di copertina, quest'album costituisce una rivisitazione abbreviata.
Sul lato A la sezione ritmica è composta da Busta Jones (basso) e Paul Duskin (batteria); il testo di Fripp del brano Under Heavy Manners è recitato e cantato da David Byrne. Sul lato B a suonare è invece The League of Gentlemen, quartetto composto da Fripp, Barry Andrews (organo), Sara Lee (basso) e Kevin Wilkinson (batteria), fatta eccezione per due tracce in cui il batterista è Jonny Toobad.

## Tracce
Lato A
Testi e musiche di Robert Fripp.
1. God Save the King (strumentale) – 13:13
2. Under Heavy Manners (feat. David Byrne) – 4:56

Lato B
Musiche di Fripp e The League of Gentlemen.
1. Heptaparaparshinokh (strumentale) – 2:07
2. Inductive Resonance (strumentale) – 4:37
3. Cognitive Dissonance (strumentale) – 2:56
4. Dislocated (strumentale) – 4:35
5. H.G. Wells (strumentale) – 3:27
6. Eye Needles (strumentale) – 3:14
7. Trap (strumentale) – 4:42

## Formazione
Lato A
- Robert Fripp — chitarra elettrica, Frippertronics
- David Byrne — voce (traccia: 2)
- Paul Duskin — batteria
- Busta Jones — basso elettrico

Lato B — The League of Gentlemen:
- Robert Fripp — chitarra elettrica
- Barry Andrews — organo elettronico
- Sara Lee — basso elettrico
- Kevin Wilkinson — batteria (eccetto tracce: 1, 4)
- Jonny Toobad — batteria (tracce: 1, 4)